# Ipolytölgyes
Ipolytölgyes is een plaats (község) en gemeente in het Hongaarse comitaat Pest. Ipolytölgyes telt 466 inwoners (2001).

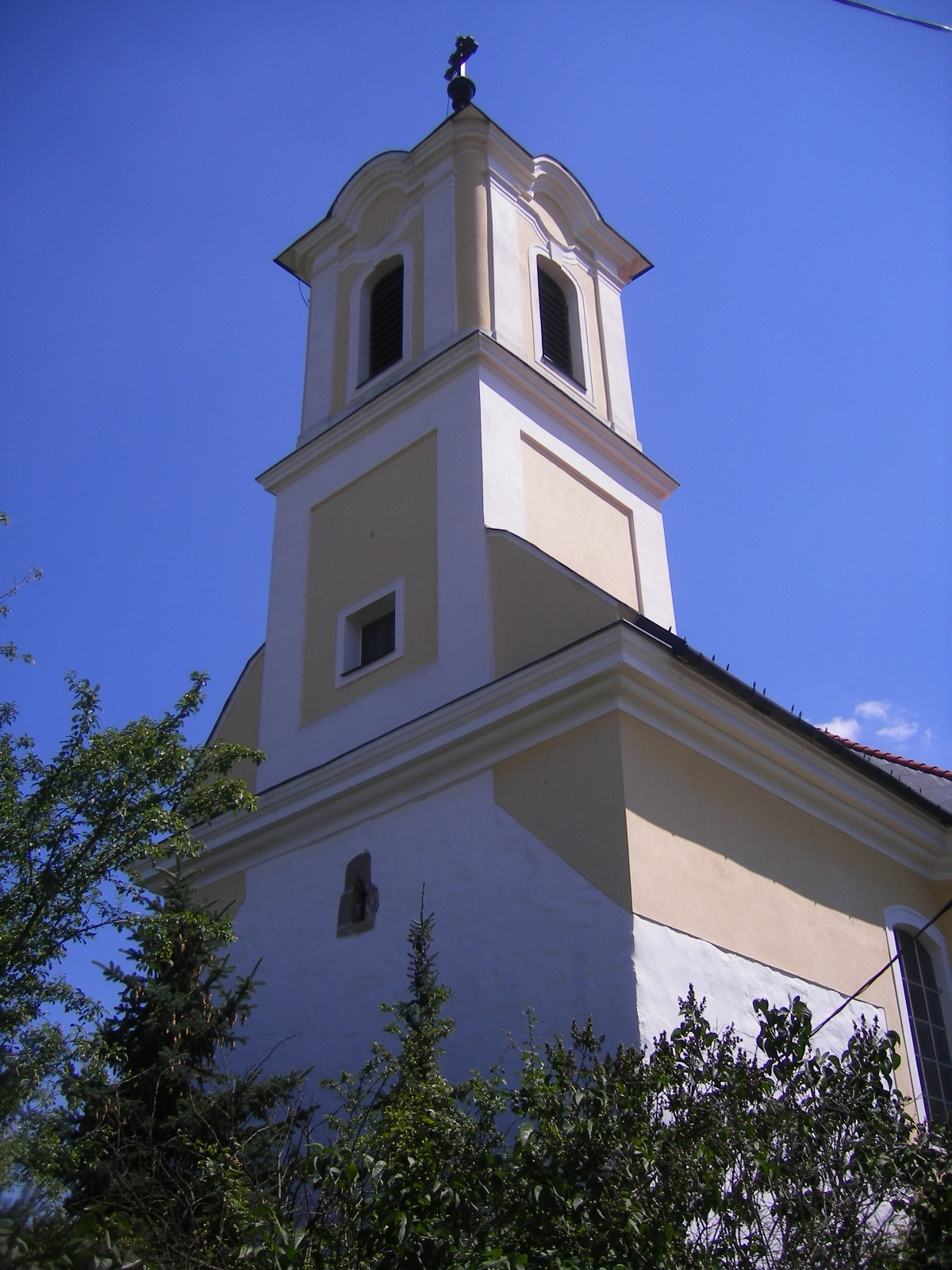
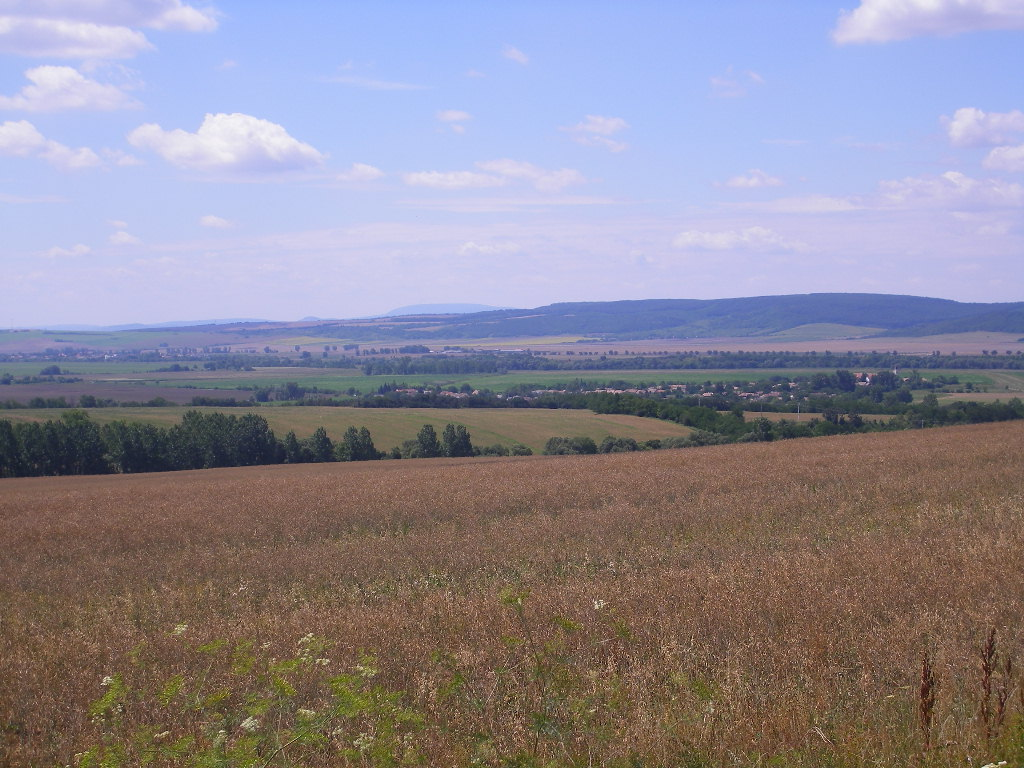
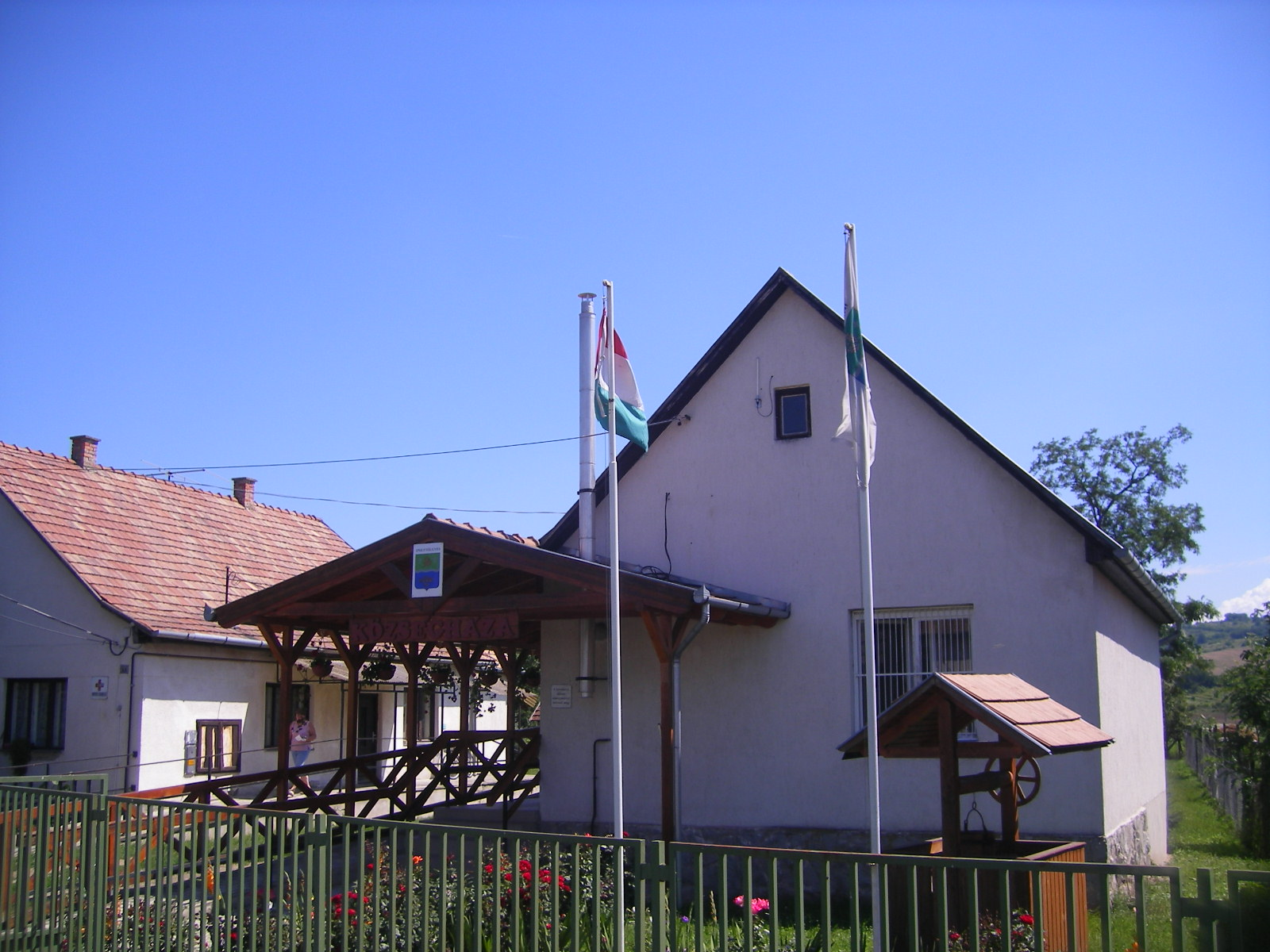
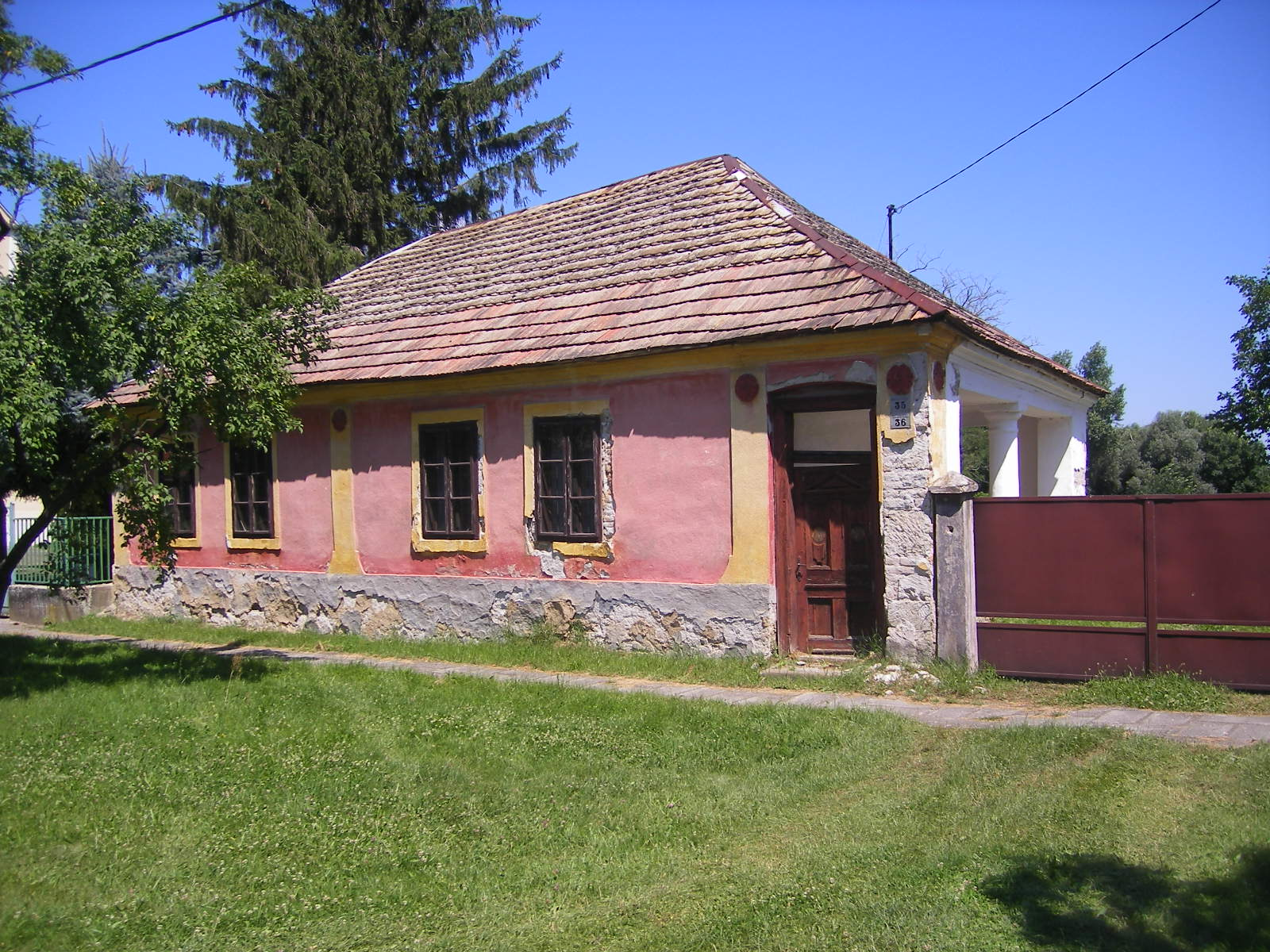
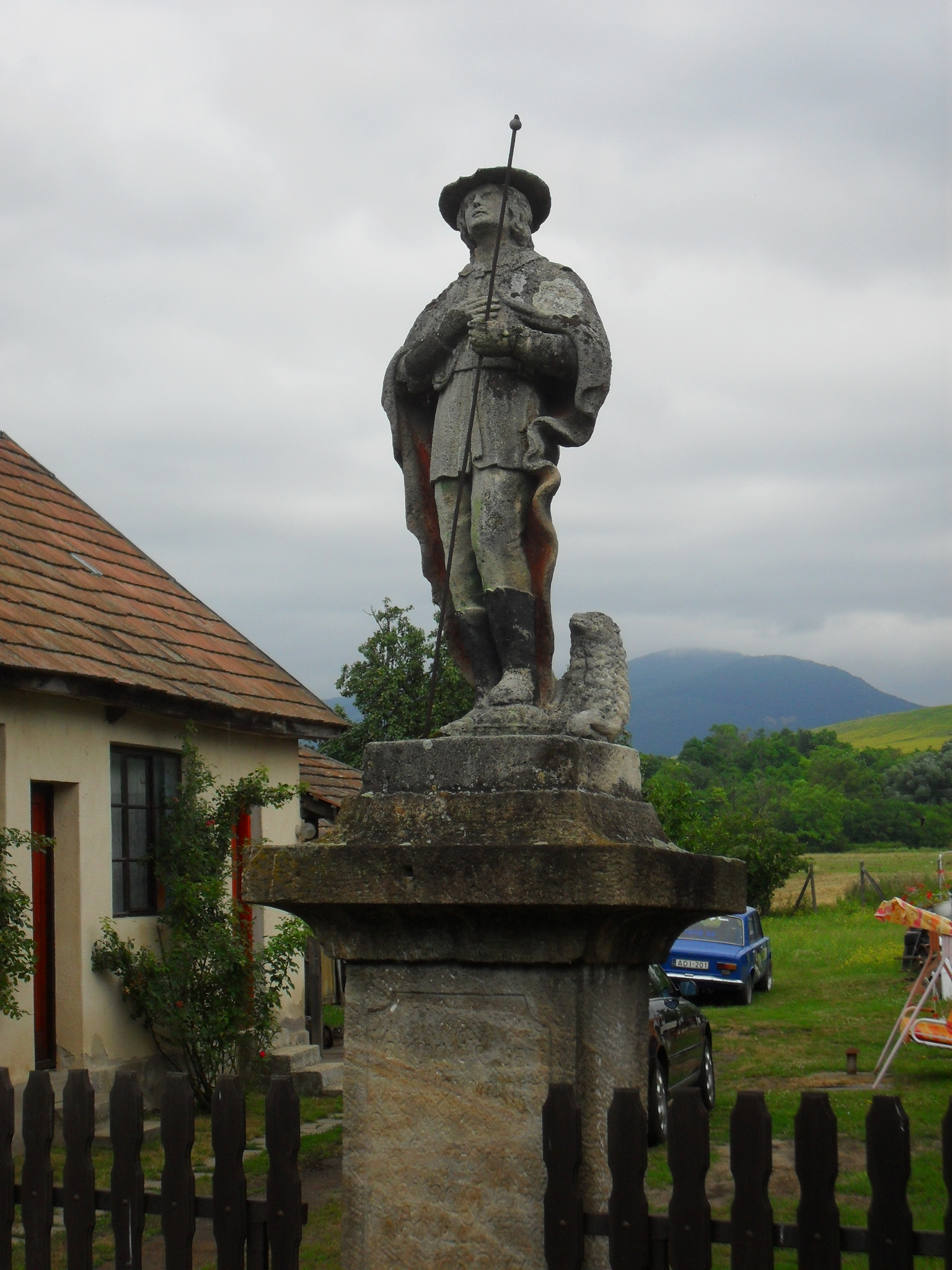